# Théo Forner
Théo Fornerj, född 17 oktober 2001, är en fransk rugbyspelare. Han ingick i det franska lag som tog guld i sjumannarugby vid OS 2024 i Paris.